# Maxdata

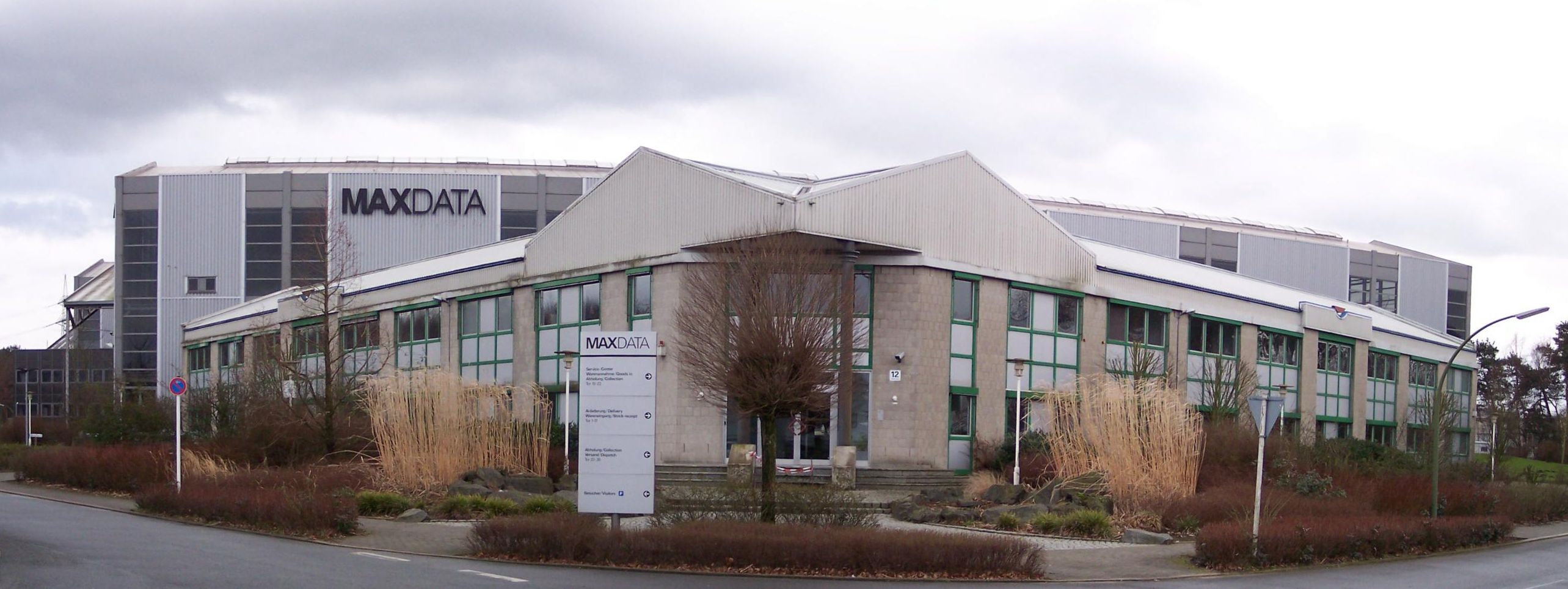
Maxdatas anläggning i Marl

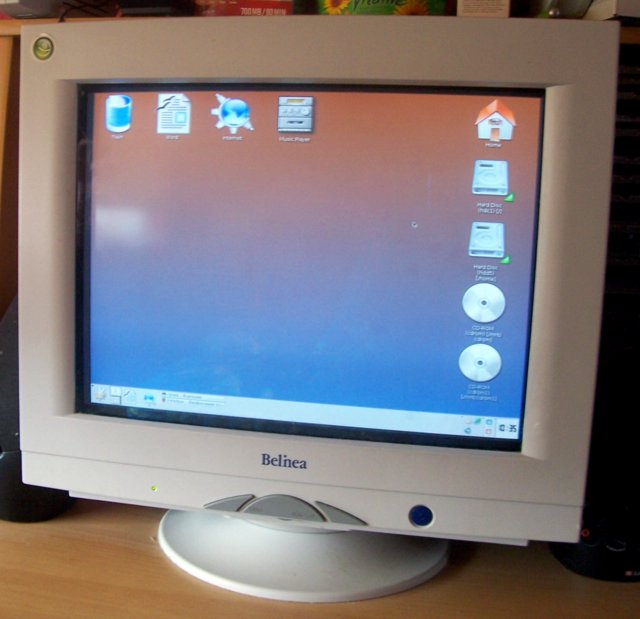
Belinea 10 60 55 monitor (19" CRT, 1280x1024)

Maxdata AG var en tysk IT-koncern som var en av Europas största tillverkare inom IT och multimedia. Bolaget hade sitt huvudkontor i Marl i delstaten Nordrhein-Westfalen. 
Företaget grundades 1987 och började producera PC 1990. Bolaget växte stadigt och började även tillverka laptops 1993. Företaget utvecklade, tillverkade och sålde även många andra datorprodukter och var under många år en av Europas tio största datortillverkare. En storsäljare var datorskärmar som såldes under varumärket Belinea. 
Företagets aktier noterades på Frankfurtbörsen. 2007 hade företaget drygt 1000 anställda och en omsättning på knappt 470 miljoner Euro. Företaget fick dock problem med lönsamhet och likviditet. I juni 2008 tvingades företaget ansöka om konkursskydd i domstol. Stora delar av produktionen avvecklades och tillverkningen av exempelvis bildskärmarna såldes. Under vinten 2008 övertogs resterna av bolaget av Taiwanesiska konkurrenten Quanta Computer. 